# Washington Square (Philadelphia)
Washington Square is een open park in de wijk Center City van de Amerikaanse stad Philadelphia. Het park maakt onderdeel uit van het Independence National Historical Park.

## Geschiedenis
Het park was opgenomen in de stadsplannen van de landmeter van William Penn, Thomas Holme, en werd aangelegd bij de bouw van de stad. In de zeventiende eeuw werd het park gebruikt als weide voor het vee. Ook werden er de Afro-Amerikaanse. Tijdens de Amerikaanse Onafhankelijkheidsoorlog werden ook soldaten en andere stadsbewoners in het huidige park begraven. In 1793 vond de eerste Amerikaanse luchtvaart in het park plaats toen Jean Pierre Blanchard in het park opsteeg met zijn heteluchtballon. Pas na 1815 werd het park verbeterd, omdat de wijken grenzend aan het park erg in trek waren en in 1825 werd het park vernoemd naar George Washington.

## Monumenten
Het park is de locatie van een monument dat is opgericht ter nagedachtenis van de Amerikaanse Onafhankelijkheidsoorlog. De Tombe van de Onbekende Revolutionaire Soldaat werd in 1957 gebouwd. Tussen 1908 en 1954 was het park ook de locatie van het Washington Grays Monument.